# Hebenou
| H | b | nw | w | O49 |

| H | b | nw | w | O49 |

Hebenou est le nom égyptien de la capitale du XVIe nome de Haute-Égypte, dont le nom grec est Théodosiopolis. La ville n'a pas encore été localisée avec certitude, mais on la situe généralement à Minièh ou à Kôm ek-Ahmar au nord de Tell el-Amarna à environ 270 kilomètres au sud du Caire.
L'emblème de ce nome (et peut-être de la ville) est un oryx ou une gazelle blanche (Ma-hedj ou Méhet), qui est un animal lié au dieu du désordre, Seth. C'est en ce lieu que Horus (incarné par Pharaon) rejouait la bataille mythique où il terrasse Seth (incarné par l'oryx). Il est probable qu'en ce lieu, Pharaon (ou l'un de ses représentants) prenait part à une chasse rituelle et que l'oryx sacrifié était offert au temple de la version locale d'Horus, connu sous le nom d'Horus de Hebenou.
Sa nécropole se trouve à Beni Hassan et comporte une douzaine de tombeaux décorés datant du début du Moyen Empire.
| E29 |

| E29 |